# Novostavți, Buceaci
Novostavți (în ucraineană Новоставці) este un sat în comuna Pîleava din raionul Buceaci, regiunea Ternopil, Ucraina.

## Demografie
Componența lingvistică a localității Novostavți
     Ucraineană (99,76%)
     Alte limbi (0,12%)
Conform recensământului din 2001, majoritatea populației localității Novostavți era vorbitoare de ucraineană (99,76%), existând în minoritate și vorbitori de alte limbi.